# Maatschappij tot Exploitatie van Onroerende Goederen Laan van Meerdervoort
De Maatschappij tot Exploitatie van Onroerende Goederen Laan van Meerdervoort was in het begin van de 20ste eeuw de grootste maatschappij in Den Haag die belegde in onroerende goederen. Grote stukken land werden gekocht in afwachting van de stadsuitbreidingen, huizen en gebouwen werden gekocht, verkocht en verhuurd. Het bedrijf werd in 1894 opgericht door Martinus Zanen en Adriaan Goekoop. Het kantoor was in de Zoutmanstraat.

## De oprichters
Goekoops vader handelde al in onroerende goederen. Na het overlijden van zijn vader in 1890 verhuisde hij van de Alexanderstraat naar het huis van zijn vader aan de Laan van Meerdervoort 55. Hij nam zijn vaders zaken over en richtte in 1894 samen met Martinus Zanen de Maatschappij tot Exploitatie van Onroerende Goederen Laan van Meerdervoort op. Martinus Zanen werd in 1852 in Waarder geboren en was metselaar van beroep. Hij woonde al in Den Haag toen hij in 1883 met Neeltje van Vliet uit Oudshoorn trouwde.

## Ontwikkelingen
Een van de eerste investeringen van de maatschappij was het kopen van het terrein, waar voorheen kasteel Westerbeek stond. Door een groep werklozen liet hij de funderingen van het kasteel opgraven alvorens het terrein te ontwikkelen.
 Ook werd een 20 procents aandeel in de NV landgoed Ockenburgh en de NV landgoed Meer en Bos genomen. De overige aandelen gingen naar de gemeente Den Haag. De Maatschappij richtte diverse dochterondernemingen op, die ieder een bepaalde wijk ontwikkelden. Dit betrof vooral Transvaal, de Bomen- en Bloemenbuurt, Duindorp en het Geuzen- en Statenkwartier.
Goekoop overleed vlak na het uitbreken van de Eerste Wereldoorlog. De weduwe Goekoop verkocht enkele panden, onder meer in 1916 de Huishoudschool Laan van Meerdervoort op nummer 211. In 1923 trad Hermanus Zanen, zoon van Martinus, tot de directie toe. Hermanus werd als lid van de Stijkelgroep in 1941 door de Duitsers gearresteerd en op 4 juni 1943 gefusilleerd in de gevangenis van Berlijn-Tegel.
Na de Tweede Wereldoorlog floreerde de bouwsector. De winst steeg van 70.561 gulden in 1948 naar 107.519 gulden in 1949.
In 1953 overleed de eigenaar van landgoed Clingendael. De familie verkocht het landgoed aan de Maatschappij op voorwaarde dat douairière Michiels van Verduynen er tot haar dood mocht wonen. De Maatschappij verkocht een deel van het terrein, gelegen aan de Van Alkemadelaan, aan de ANWB, die er een nieuw hoofdkantoor bouwde. In 1954 werd Clingendael aan de gemeente verkocht. Sindsdien is het park openbaar.

## Monument

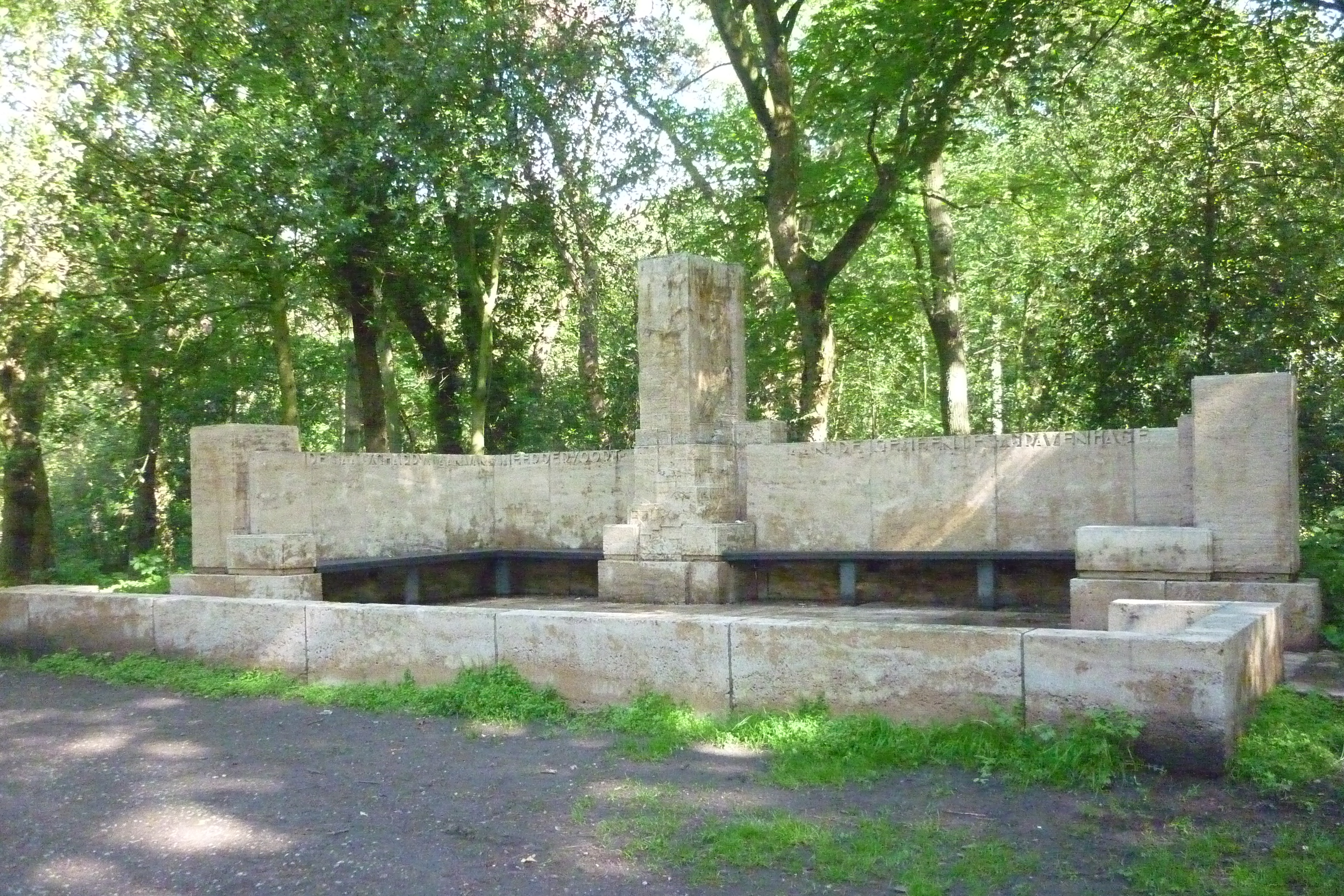
Zitbank in de Bosjes van Zanen

Toen Martinus Zanen in 1932 tachtig jaar was, bood de maatschappij op 3 april een monument aan de gemeente aan. Het staat in de Bosjes van Zanen, die deel uitmaken van landgoed Clingendael, aan de kant van de Ruychrocklaan. Het monument is een zitbank, bestaande uit drie delen, en werd gemaakt door Co Brandes en Toon Dupuis.